# Сорокино (Гдовский район)
Сорокино — деревня в Гдовском районе Псковской области России. Входит в состав Первомайской волости Гдовского района.
Расположена на юго-востоке района, в 60 км к юго-востоку от Гдова, в 20 км к юго-востоку от села Ямм и в 8 км к югу от волостного центра, деревни Первомайская.
В 1 км к югу от деревни находится одноимённое озеро Сорокино — исток реки Межник (притока р. Верхняя Белка (Белка), впадающей в Желчу как Нижняя Белка).

## Население
Численность населения деревни на 2000 год составляла 0 человек, по переписи населения 2002 года — 3 человека.